# Кавингтон (Охајо)
Кавингтон (енгл. Covington) град је у америчкој савезној држави Охајо.

## Демографија
По попису из 2010. године број становника је 2.584, што је 25 (1,0%) становника више него 2000. године.
| Група             | 2000.         | 2010.         |
| Белци             | 2.520 (98,5%) | 2.529 (97,9%) |
| Афроамериканци    | 4 (0,2%)      | 8 (0,3%)      |
| Азијати           | 1 (0,0%)      | 1 (0,0%)      |
| Хиспаноамериканци | 23 (0,9%)     | 16 (0,6%)     |
| Укупно            | 2.559         | 2.584         |